# Бурцев, Алексей Иванович
Алексей Иванович Бурцев (1775, Владимирская губерния, Российская империя — не ранее 1853, Муром, Муромский уезд, Владимирская губерния) — русский дворянин из рода Бурцовых, муромский уездный предводитель дворянства (1833—1841 и 1852—1853), также Меленковский уездный предводитель дворянства (1842—1847), отставной унтер-офицер.

## Биография
Родился в 1775 году.
В 1789 году в чине капрала поступил на службу в Измайловский лейб-гвардии полк. 18 ноября 1796 года пожалован в кавалергарды в Кавалергардские эскадроны. При расформировании эскадрона 1 сентября 1797 года уволен от службы кавалергардским унтер-офицером.
В 1810 году поступил канцелярским служителем во Владимирское губернское правление, в 1815 году был выбран в депутаты по Муромскому уезду. В 1818 году произведён в губернские секретари.
С 1833 по 1841 год три трёхлетних срока был избираем Муромским уездным предводителем дворянства, а с 1852 по 1853 год дослуживал на этом посту вместо скончавшегося Алексея Алексеевича Есипова.
С 1842 по 1847 год избирался на должность Меленковского уездного предводителя дворянства.
Имел 513 крепостных в Сердобском уезде Саратовской губернии и 696 душ в Меленковском уезде Владимирской губернии.

## Чины
- капрал (1789)
- фурьер (1790)
- сержант (1793)
- кавалергард (18.11.1796)
- унтер-офицер (1.09.1797)
- губернский секретарь (1818)

## Награды
- Орден Святого Владимира 4 степени (1841)

## Семья
- Жена — Александра Фоминична Мальцова (1781-ум. до 1850), с 1842 года вместе с сестрой Марьей Фоминичной Арсеньевой владела Беззубовской стекольной фабрикой в Меленковском уезде, доставшейся им от отца[2]